# Труды Подольского епархиального историко-статистического комитета
«Труды Подольского епархиального историко-статистического комитета» (у 1904—1916 роках — «Труды Подольского церковного историко-археологического общества», укр. Праці Подільського єпархіального історико-статистичного комітету) — неперіодичний збірник, який видавався в Кам'янці-Подільському в 1876—1916 роках історико-статистичним комітетом для опису Подільської єпархії (з 1903 року — «Подільським церковним історико-археологічним товариством»). Видано 12 випусків, з яких випуски 10—12 (1904, 1911, 1916 років) вийшли під маркою Подільського церковного історико-археологічного товариства. Друкувалися історико-краєзнавчі та історико-статистичні розвідки і матеріали, переважно з історії Поділля та історії Церкви, зокрема історико-статистичні описи церков і приходів Подільської єпархії, матеріали до історії переходу унійних церков у православ'я в 1794—1796 роках, про Пінську конгрегацію 1791 року, подільське духовенство XVIII—XIX століть, історію місцевих православних монастирів, монастирських селян і церковних землеволодінь, описи книжних і архівних колекцій та інше. Публікувалися також документи з історії Поділля, головним чином із церковної історії XVIII—XIX століть, та інше. Вміщувалися методичні матеріали, зокрема в першому випуску «Трудов…» надруковані: «Программа для пополнения историко-статистических описаний церквей и приходов» О. Павловича та «Программа для собирания историко-археологических сведений о Подолии» Митрофана Симашкевича. Як додатки до «Трудов…» були видані праці Юхима Сіцінського «Опись старопечатных книг Музея Подольского церковного историко-археологического общества» (Кам'янець-Подільський, 1904) та «Опись предметов старины» (Кам'янець-Подільський, 1909). На сторінках «Трудов…» вміщували свої статті відомі вчені та публіцисти Сергій Венгржиновський, Павло Вікул, Микола Гогоцький, Мойсей Доронович, С. Лобатинський, П. Орловський, О. Павлович, В. Пясецький, Митрофан Симашкевич, Юхим Сіцінський, Микола Яворовський, В. Якубович та інші.

## Видання
- Труды Комитета для историко-статистического описания Подольской епархии. — Каменец-Подольск: Тип. наслед. Д. Крайза, 1876. — Вып 1. — VIII, ХІІІ, 362 с.
- Труды Комитета для историко-статистического описания Подольской епархии. — Каменец-Подольск: Тип. Под. губ. правл., 1878—1879. — Вып. 2. — 320 с.
- Труды Комитета для историко-статистического описания Подольской епархии / под ред. Н. И. Яворовского. — Каменец-Подольск: Тип. Под. губ. правл., 1887. — Вып. 3. — 424 с.
- Труды Комитета для историко-статистического описания Подольской епархии (Церковно-приходские документы) / под ред. Н. И. Яворовского, И. Е. Шиповича. — Каменец-Подольск: Тип. Под. губ. правл., 1889. — Вып. 4. — XXVI, 433 с.
- рос. дореф.  Труды Подольскаго єпархіальнаго историко-статистическаго комитета. Выпускъ пятый. Подъ редакціей Н.И. Яворскаго. – Каменецъ-Подольскъ, 1890-1891. – ХХІ + 445 с.
- Труды Подольского епархиального историко-статистического комитета / под ред. Н. И. Яворовского, Е. И. Сецинского. — Каменец-Подольск: Тип. Под. губ. правл., 1893. — Вып. 6. — ХІІ, 560, 76 с.
- Труды Подольского епархиального историко-статистического комитета / под ред. Н. И. Яворовского. — Каменец-Подольск: Тип. Под. губ. правл., 1895. — Вып. 7. — XXII, 611 с.
- Труды Подольского епархиального историко-статистического комитета / под. ред. Н. И. Яворовского, Е. И. Сицинского. — Каменец–Подольский: Тип. Под. губ. правления, 1897. — Вып. 8. — 753 с.: 15 фотопортр.
- Приходы и церкви Подольской епархіи / Подъ редакціею священника Евфимія Cѣцинскаго // Труды Подольскаго єпархіальнаго историко-статистическаго комитета. — Каменецъ-Подольскъ, 1901. — Вип. 9. — ХХІІІ + 1064 + 175 с. (рос. дореф.)
- Труды Подольского церковного историко-статистического комитета) / под ред. Е. И. Сецинского, Н. И. Яворовского. — Каменец-Подольск: Тип. С. П. Киржацкого, 1904. — Вып. 10. — 580, 107 с.: 12 рис.
- Труды Подольского церковного историко-археологического общества / под ред. Е. И. Сецинского, Н. И. Яворовского. — Каменец-Подольск: Тип. Св.-Троиц. братства, 1911. — Вып. 11. — VI, 144, 418, 105 с.: ил.
- Труды Подольского церковного историко-археологического общества / под ред. Е. И. Сецинского. — Каменец–Подольск: Тип. Под. губ. правл., 1916. — Вып. 12. — 422 с.